# Lengenbostel
Lengenbostel er en kommune med omkring 450 indbyggere (2013) i Samtgemeinde Sittensen, i den østlige centrale del af Landkreis Rotenburg (Wümme), i den nordlige del af den tyske delstat Niedersachsen.

## Geografi
Ud over hovedbyen Lengenbostel ligger også landsbyen Freetz i kommunen.